# Banque Pasche
Die Banque Pasche SA ist eine auf die Anlageberatung und die Vermögensverwaltung spezialisierte  Schweizer Privatbank mit Sitz in Genf. Sie wurde 1885 gegründet und gehört heute zur französischen Finanzgruppe Crédit Industriel et Commercial (CIC).
Im Zuge einer Wachstumsstrategie tätigte die Bank in den Jahren 2006 und 2007 verschiedene Akquisitionen. 2006 übernahm sie die beiden Vermögensverwaltungsfirmen Alternative Gestion und Valeroso, 2007 die ehemalige swissfirst Bank AG in Zürich, die Swissfirst Bank (Liechtenstein) AG sowie Agefor. Übernahmebedingt nahmen damit die verwalteten Vermögen von knapp 2 Milliarden Schweizer Franken per Ende 2006 auf rund 6,8 Milliarden Franken per Ende 2007 zu. Um die Akquisitionen bereinigt musste die Bank allerdings einen Netto-Abfluss von rund 360 Millionen Franken hinnehmen.  
Nebst ihrem Hauptsitz in Genf verfügt die Bank über verschiedene Zweigniederlassungen und Vertretungen in Zürich, Luzern, Vaduz, Monaco, Dubai und Nassau. Zu ihrem Bankennetzwerk gehören ebenso die Family Offices in Genf, Marrakesch, Nassau, Rio de Janeiro, Montevideo und Shanghai. 
CEO der Banque Pasche ist Martin Sztremer. Verwaltungsratspräsident ist Jean-François Kurz, der in der Vergangenheit auch Präsident des FC Lausanne-Sport und der Swiss Football League war.

## Weblink
- Website der Banque Pasche